# Anton Voets
Antonius Johannes Louis (Anton) Voets (Rosmalen, 12 april 1902 – Nijmegen, 16 juni 1962) was een Nederlands politicus.
Na de hbs werd hij volontair bij de gemeentesecretaris van Berlicum. Daarna was hij als ambtenaar werkzaam bij de gemeente Hilvarenbeek. Vervolgens werd hij eerste ambtenaar van de gemeente Nuenen c.a.. Hij heeft ook nog een opleiding gevolgd aan de School voor Verlofsofficieren in Breda. Hij werd rond 1926 reserve-tweede-luitenant en vier jaar later volgde promotie tot reserve-eerste-luitenant. Voets werd in 1931 benoemd tot burgemeester van Diessen. Hij werd in 1943 ontslagen waarna Diessen een NSB-burgemeester kreeg. Voets trad daarna weer in dienst bij de gemeente Hilvarenbeek. Hij was daar commies voor hij in de zomer van 1952 benoemd werd tot burgemeester van Oeffelt. Tijdens dat burgemeesterschap overleed hij in 1962 op 60-jarige leeftijd in het Sint Radboud Ziekenhuis in Nijmegen.